# Mimalaptus obscurus
Mimalaptus obscurus är en stekelart som beskrevs av John S. Noyes och Valentine 1989. Mimalaptus obscurus ingår i släktet Mimalaptus och familjen dvärgsteklar. Inga underarter finns listade i Catalogue of Life.